# 竹塹城挹爽門
竹塹城挹爽門，是竹塹城西側城門。建築形式為歇山重簷二層樓。

## 歷史
1826年，進士鄭用錫等人請求竹塹城改建為磚石造城牆，建四座城門，其中包含西門「挹爽門」，於道光9年(西元1829年)完成。後來因明治40年(1907)實施市區改正而遭拆除。

## 位置
位於今新竹市北區勝利路346號附近。